# Heterospilus arawak
Heterospilus arawak (лат.) — вид наездников рода Heterospilus из подсемейства Doryctinae семейства бракониды (Braconidae). Встречаются в Центральной Америке: эндемик Коста-Рики.

## Описание
Мелкие перепончатокрылые насекомые, длина от 3,5 до 4,0 мм. Голова тёмно-коричневая, глазные орбиты светло-коричневые; скапус жёлтый с коричневой латеральной продольной полоской, флагеллум коричневый с апикальным белым аннулюсом и коричневыми 3-5-м флагелломерами. Лоб, лицо и скутеллюм гранулированные, 4-7-й метасомальные тергиты гладкие. Мезоскутум гранулированный, но блестящий. Маларное пространство больше в 0,25 раза чем высота глаза. Жгутик состоит из 25—28 члеников. Длина яйцеклада равна от 0,25 до 0,75 длины метасомы. В переднем крыле развита радиомедиальная жилка. Передняя голень с единственным рядом коротких шипиков вдоль переднего края. На задних тазиках ног есть отчётливый антеровентральный базальный выступ, вертекс головы сбоку у глаз нерезко угловатый. Предположительно, как и другие виды рода Heterospilus, паразитируют на жуках или бабочках. Вид был впервые описан в 2013 году американским гименоптерологом Полом Маршем (Paul M. Marsh; Норт-Ньютон, Канзас, США) с группой американских коллег-энтомологов (Wild Alexander L., Whitfield James B.; Иллинойсский университет в Урбане-Шампейне, Эрбана, Иллинойс, США) и назван в честь суринамской индейской народности Arawak. От близких видов Heterospilus arawak отличается жилкованием крыльев (жилка r переднего крыла короче, чем жилка 3RSa; в заднем крыле развита жилка SC+R, а жилка M+CU короче жилки 1M), расположением глаз на голове (расстояние между сложным глазом и простым глазком (оцеллием) примерно равно от 2,0 до 2,5 диаметрам бокового простого глазка), коричневым жгутиком с белым аннулюсом, проподеумом с гранулированным базальным полем (базальный медиальный киль отсутствует).